# 윤익선 (1871년)
윤익선(尹益善, 일본식 이름:平沼榮一, 1871년 ~ 1946년)은 대한제국의 관료이며 일제강점기의 교육인이다. 본관은 파평이다.

## 생애
황해도 장연군 또는 원적지인 한성부 출신이다. 어릴 때는 한학을 공부하다가 농상공부 잠업과의 강습을 받아 1896년에 농상공부 기사로 관계에 입문하였다.
1903년 내부 광제원에서 판임관 6등의 주사를 지내는 등 관리로 근무하던 중, 1905년에는 신설된 보성전문학교에 입학하여 이듬해 법률과를 졸업하였다. 학교 졸업 후 육군법원 이사와 육군감옥장, 군부 군무국 군법과 이사를 역임하며 법률 전문가로 활동하였다.
1907년에 퇴관한 뒤 교육인으로 전업하였으며, 보성전문학교의 교장을 지냈다. 윤익선은 보성전문학교를 설립한 천도교의 신자였다.
1919년 3·1 운동에도 천도교 동료들과 함께 적극적으로 가담했다. 지하 신문인 《조선독립신문》 사장을 맡은 뒤 이를 천도교 인쇄사인 보성소에서 인쇄하여 전국에 배포하였다. 3·1 운동 이후 발족한 임시정부 중 하나인 조선민국임시정부의 법무경으로 지명되기도 했다. 이 사건으로 체포되어 징역형을 선고받아 복역하였다.
출옥 후 경성부에 종로도서관의 전신인 경성도서관을 창립하였고, 만주로 건너가 룽징에서 학교를 운영하면서 교육인으로 활동하였다. 간도교육협회장을 맡기도 하는 등 간도 지역 교육계의 중심 인물이었다.
그러나 일제 강점기 말기에는 친일 행적이 있다. 1936년에 현 서울 종로구 원서동에서 거주하며 원서정총대에 추천된 일이 있고, 경성부교화회 교화위원, 원서정위생조합장, 신사씨자총대 등을 맡아 《대경성공직자명감》에 수록되는 등 경성 지역의 유지로 활동했다. 대동일진회의 동학원 교장을 맡고 친일 글을 다수 발표하기도 하였다.
1962년에 건국훈장 국민장이 추서되었다. 그러나 3·1 운동 때의 공적과는 별개로 일제 강점기 말기의 친일 행적 때문에 1993년에 훈장 재검토 대상에 오르는 등 논란이 있었다. 2008년 민족문제연구소에서 친일인명사전에 수록하기 위해 정리한 친일인명사전 수록예정자 명단에 선정되었다.

## 상훈
- 건국훈장 국민장 - 1962년 서훈, 2010년 취소

## 같이 보기
- 보성전문학교
- 조선독립신문

## 참고자료
- 윤익선(尹益善) - 한국학중앙연구원
- 윤익선(尹益善) - 국사편찬위원회
- 윤익선 : 독립유공자 공훈록 - 국가보훈처